# アウラハタール
アウラハタール (ドイツ語: Aurachtal) は、ドイツ連邦共和国バイエルン州ミッテルフランケンのエアランゲン＝ヘーヒシュタット郡に属す町村（以下、本項では便宜上「町」と記述する）で、アウラハタール行政共同体の本部所在地。

## 地理

### 位置
この自治体は、ヘルツォーゲンアウラハの西、アウラハ川の渓谷に位置する。

### 自治体の構成
この町は、公式には9つの地区 (Ort) からなる。このうち小集落や孤立農場などを除く集落を以下に列記する。
- デルフレス
- ファルケンドルフ
- ミュンヒアウラハ
- ノインドルフ
- ウンターライヒェンバッハ

## 行政

### 議会
アウラハタールの議会は14議席で、これに首長が加わる。

### 紋章
図柄: 基部は銀色と黒の市松模様で、その上部は波状に区切られる（これはアウラハ川を表している）。上部は緑地で、銀の鷹の頭部の下に2本の金の鍵が斜め十字に組み合わせて描かれている。

### 友好都市
- ライヒェンフェルス （オーストリア、ケルンテン州）

## 文化と見所

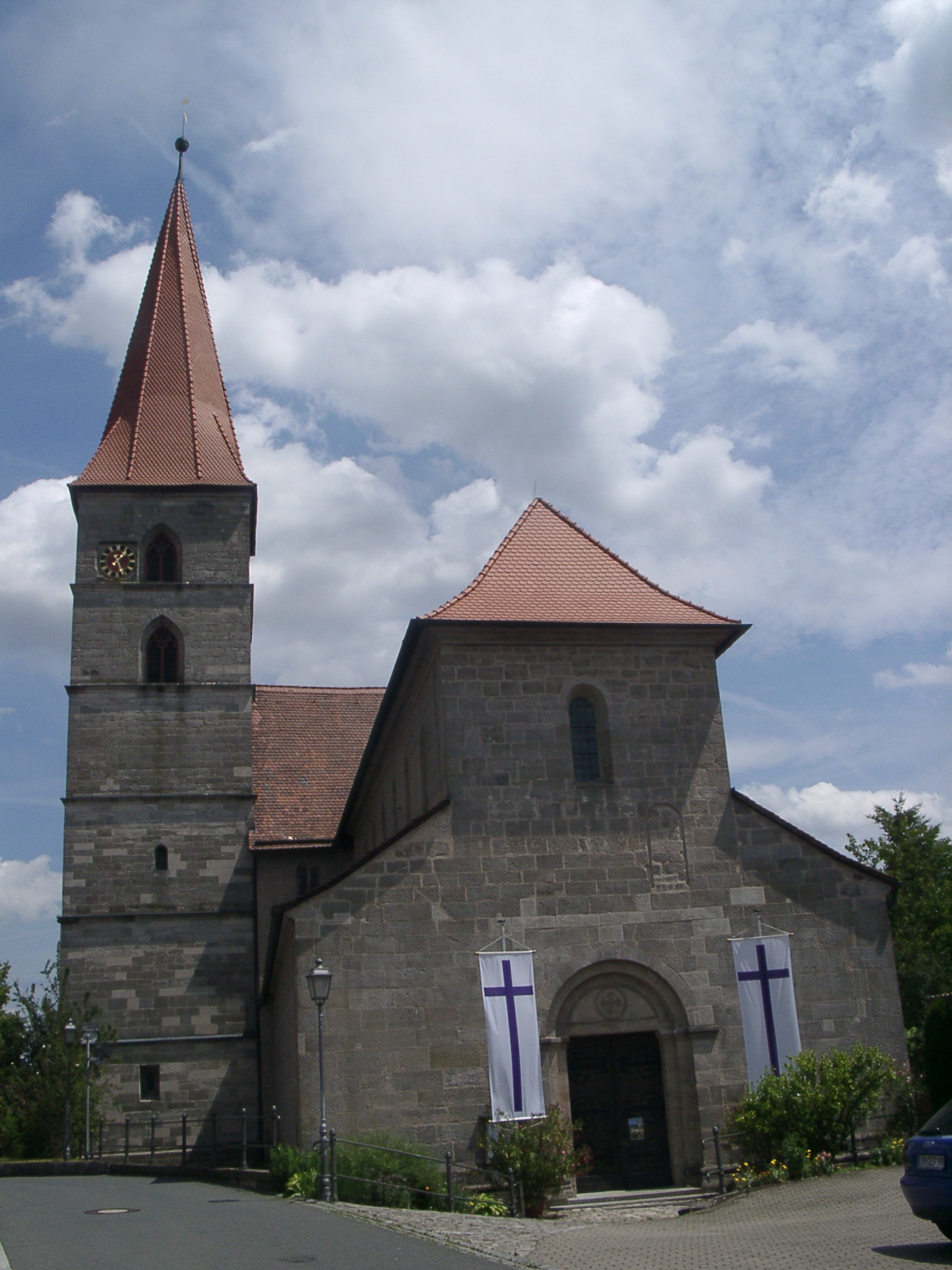
ミュンヒアウラハ修道院

見所は、ミュンヒアウラハ修道院跡。これは、1123年から1139年までの間に建てられたロマネスク様式のバシリカ建築である。

## 引用
1. ↑  https://www.statistikdaten.bayern.de/genesis/online?operation=result&code=12411-003r&leerzeilen=false&language=de Genesis-Online-Datenbank des Bayerischen Landesamtes für Statistik Tabelle 12411-003r Fortschreibung des Bevölkerungsstandes: Gemeinden, Stichtag (Einwohnerzahlen auf Grundlage des Zensus 2011)
2. ↑  Bayerische Landesbibliothek Online